# Fa'id
Fāʾiḍ (in arabo الفائض‎?, al-Fāʾiḍ) è una cittadina del centro della Tunisia situato a 20 chilometri a nord-est di Sidi Bouzid sulla strada nazionale 13 (RN13) che collega Kasserine a Sfax. 
Fa parte del governatorato di Sidi Bouzid e appartiene alla delegazione di Sidi Bouzid Est. 
La sua popolazione viene stimata a 3.513 abitanti. 